# Ljubomir Amiorkov
Ljubomir Amiorkov (in bulgaro Любомир Амиорков?; Sofia, 21 giugno 1962) è un ex cestista bulgaro.

## Carriera
Con la Bulgaria ha disputato tre edizioni dei Campionati europei (1989, 1991, 1993).